# Государственная комиссия по радиочастотам
Государственная комиссия по радиочастотам (ГКРЧ) — межведомственный координационный орган, действующий при Министерстве связи и массовых коммуникаций Российской Федерации, обладающий всей полнотой полномочий в области регулирования радиочастотного спектра и отвечающий за формирование государственной политики в области его распределения и использования. Помимо этого, комиссия готовит позицию Администрации связи Российской Федерации на все мероприятия Международного союза электросвязи для защиты интересов страны на международном уровне и международно-правовой защиты орбитально-частотного ресурса Российской Федерации. В рамках ГКРЧ проводятся исследования по совершенствованию механизмов регулирования использования радиочастотного спектра, обеспечению электромагнитной совместимости радиоэлектронных средств, решению проблем внедрения на сетях связи России новых радиотехнологий. Приоритеты ГКРЧ – это совершенствование нормативной правовой базы в области регулирования использования радиочастотного спектра, сближение национального распределения радиочастот с международным, обеспечение электромагнитной совместимости радиоэлектронных средств различного назначения, повышение эффективности использования радиочастотного спектра, включая вопросы его конверсии. ГКРЧ (первоначально ГКРЧ СССР) была образована постановлением ЦК КПСС и Совета Министров СССР от 31 января 1972 года № 90-43, впоследствии реорганизована в соответствии со статьей 22 Федерального Закона о связи № 126-ФЗ от 7 июля 2003 года.  Деятельность ГКРЧ регламентируется на основании Постановления Правительства РФ от 2 июля 2004 г. N 336 «Об утверждении Положения о Государственной комиссии по радиочастотам» (с изменениями от 28 января, 29 сентября 2008 г., 17 декабря 2009 г. 27 декабря 2010 г., 20 июля 2011 г., 3 ноября 2012 г., 28 октября 2013 г., 14 ноября, 16 декабря 2014 г.).

## Состав
Состав комиссии утвержден распоряжением Правительства Российской Федерации от 20 марта 2012 г. №376-р. В неё входят:
- (на 23 ноября 2018 года)
  1. Носков Константин Юрьевич — председатель ГКРЧ, министр цифрового развития, связи и массовых коммуникаций Российской Федерации;
  2. Иванов Олег Анатольевич — заместитель председателя ГКРЧ, заместитель министра цифрового развития, связи и массовых коммуникаций Российской Федерации;
  3. Арсланов Халил Абдухалимович — начальник Главного управления Связи Вооруженных Сил Российской Федерации, заместитель начальника Генерального штаба Вооруженных Сил Российской Федерации;
  4. Белановский Владимир Валерьевич — заместитель директора ФСО России, руководитель Службы специальной связи и информации ФСО России;
  5. Беляков Алексей Алексеевич — начальник Главного управления связи Федеральной службы войск национальной гвардии Российской Федерации, заместитель начальника Главного штаба войск национальной гвардии Российской Федерации;
  6. Вахруков Дмитрий Сергеевич — директор Департамента государственного регулирования тарифов, инфраструктурных реформ и энергоэффективности Министерства экономического развития Российской Федерации;
  7. Голомолзин Анатолий Николаевич — заместитель руководителя Федеральной антимонопольной службы (совещательный голос);
  8. Голубев Сергей Сергеевич — заместитель руководителя Федерального агентства по техническому регулированию и метрологии (совещательный голос);
  9. Духовницкий Олег Геннадьевич — руководитель Федерального агентства связи;
  10. Жаров Александр Александрович — руководитель Федеральной службы по надзору в сфере связи, информационных технологий и массовых коммуникаций;
  11. Керимов Мурад Керимович — заместитель министра природных ресурсов и экологии Российской Федерации (совещательный голос);
  12. Криворучко Алексей Юрьевич — заместитель министра обороны Российской Федерации;
  13. Ласточкин Юрий Илларионович —начальник войск радиоэлектронной борьбы Вооруженных Сил Российской Федерации;
  14. Максимович Михаил Александрович — заместитель директора Службы внешней разведки Российской Федерации;
  15. Нерадько Александр Васильевич — руководитель Федерального агентства воздушного транспорта;
  16. Семенов Алексей Константинович — заместитель министра транспорта Российской Федерации;
  17. Сеславинский Михаил Вадимович — руководитель Федерального агентства по печати и массовым коммуникациям;
  18. Соловьев Дмитрий Николаевич — заместитель начальника управления радиосвязи Службы специальной связи и информации ФСО России;
  19. Сорокин Павел Юрьевич — заместитель министра энергетики Российской Федерации (совещательный голос);
  20. Тасенко Сергей Викторович — начальник Управления специальных и научных программ Федеральной службы по гидрометеорологии и мониторингу окружающей среды;
  21. Хайлов Михаил Николаевич — заместитель генерального директора по автоматическим комплексам Государственной корпорации по космической деятельности «Роскосмос»;
  22. Хохлов Сергей Владимирович — директор Департамента радиоэлектронной промышленности Министерства промышленности и торговли Российской Федерации;
  23. Черновольцев Эдуард Владимирович — первый заместитель руководителя Научно-технической службы ФСБ России;
  24. Шулика Виталий Дмитриевич — заместитель министра внутренних дел Российской Федерации.